# Karuzi
Karuzi ou Karusi est une commune située au Centre-Est du Burundi. C'est le chef-lieu de la province de Karuzi, l'une des 18 provinces du pays.
Le 8 juin 2020, le président burundais Pierre Nkurunziza est décédé à l'hôpital du Cinquantenaire de Karusi des suites d'un arrêt cardiaque.